# Halowe Mistrzostwa Świata w Lekkoatletyce 1993 – bieg na 200 m mężczyzn
Bieg na 200 m mężczyzn – jedna z konkurencji rozgrywanych podczas halowych mistrzostw świata w lekkoatletyce w 1993. Eliminacje i półfinały odbyły się 13 marca, a finał został rozegrany 14 marca.
Do eliminacji zgłoszonych zostało 27 zawodników z 22 państw.
Zawody w tej konkurencji wygrał reprezentant Stanów Zjednoczonych James Trapp. Drugą pozycję zajął zawodnik z Australii Damien Marsh, trzecią zaś reprezentujący kraj triumfatora Kevin Little.

## Wyniki

### Eliminacje
Źródło: 
Bieg 1
| Miejsce | Zawodnik         | Państwo         | Wynik | Uwagi |
| ------- | ---------------- | --------------- | ----- | ----- |
| 1.      | Damien Marsh     | Australia       | 20,96 | AR    |
| 2.      | Solomon Wariso   | Wielka Brytania | 21,14 |       |
| 3.      | Jiří Valík       | Czechy          | 21,47 |       |
| 4.      | Ray Stewart      | Jamajka         | 21,77 |       |
| –       | Emmanuel Tuffour | Ghana           | DSQ   |       |

Bieg 2
| Miejsce | Zawodnik        | Państwo           | Wynik | Uwagi |
| ------- | --------------- | ----------------- | ----- | ----- |
| 1.      | James Trapp     | Stany Zjednoczone | 20,67 |       |
| 2.      | Patrick Stevens | Belgia            | 20,95 |       |
| 3.      | Peter Ogilvie   | Kanada            | 21,15 |       |
| 4.      | Jason John      | Wielka Brytania   | 21,25 |       |
| 5.      | Daniel Cojocaru | Rumunia           | 21,39 |       |

Bieg 3
| Miejsce | Zawodnik                 | Państwo           | Wynik | Uwagi |
| ------- | ------------------------ | ----------------- | ----- | ----- |
| 1.      | Kevin Little             | Stany Zjednoczone | 20,93 |       |
| 2.      | Christoph Pöstinger      | Austria           | 21,18 |       |
| 3.      | Neil de Silva            | Trynidad i Tobago | 21,43 |       |
| 4.      | Ricardo Greenidge        | Kanada            | 21,80 |       |
| 5.      | John Mair                | Jamajka           | 21,86 |       |
| –       | Vjacheslavs Kocherjagins | Łotwa             | DSQ   |       |

Bieg 4
| Miejsce | Zawodnik           | Państwo     | Wynik | Uwagi |
| ------- | ------------------ | ----------- | ----- | ----- |
| 1.      | Frankie Fredericks | Namibia     | 21,04 |       |
| 2.      | Iván García        | Kuba        | 21,05 |       |
| 3.      | Marco Menchini     | Włochy      | 21,22 |       |
| 4.      | André da Silva     | Brazylia    | 21,66 |       |
| –       | John Rosery        | Saint Lucia | DSQ   |       |

Bieg 5
| Miejsce | Zawodnik         | Państwo                   | Wynik | Uwagi |
| ------- | ---------------- | ------------------------- | ----- | ----- |
| 1.      | Nikołaj Antonow  | Bułgaria                  | 20,99 |       |
| 2.      | Kevin Widmer     | Szwajcaria                | 21,09 | NR    |
| 3.      | Andriej Fiedoriw | Rosja                     | 21,13 |       |
| 4.      | Sidney de Souza  | Brazylia                  | 21,30 |       |
| –       | Afonso Ferraz    | Angola                    | DSQ   |       |
| –       | Eswort Coombs    | Saint Vincent i Grenadyny | DNS   |       |

### Półfinały
Źródło: 
Bieg 1
| Miejsce | Zawodnik           | Państwo           | Wynik | Uwagi |
| ------- | ------------------ | ----------------- | ----- | ----- |
| 1.      | James Trapp        | Stany Zjednoczone | 20,60 | PB    |
| 2.      | Nikołaj Antonow    | Bułgaria          | 21,07 |       |
| 3.      | Peter Ogilvie      | Kanada            | 21,18 |       |
| 4.      | Kevin Widmer       | Szwajcaria        | 21,31 |       |
| 5.      | Solomon Wariso     | Wielka Brytania   | 21,31 |       |
| –       | Frankie Fredericks | Namibia           | DNS   |       |

Bieg 2
| Miejsce | Zawodnik            | Państwo           | Wynik | Uwagi |
| ------- | ------------------- | ----------------- | ----- | ----- |
| 1.      | Kevin Little        | Stany Zjednoczone | 20,73 |       |
| 2.      | Iván García         | Kuba              | 20,78 | NR    |
| 3.      | Damien Marsh        | Australia         | 20,79 | AR    |
| 4.      | Patrick Stevens     | Belgia            | 20,98 |       |
| 5.      | Christoph Pöstinger | Austria           | 21,09 |       |
| 6.      | Andriej Fiedoriw    | Rosja             | 21,19 |       |

### Finał
Źródło: 
| Miejsce | Zawodnik        | Państwo           | Wynik | Uwagi |
| ------- | --------------- | ----------------- | ----- | ----- |
| 01 !    | James Trapp     | Stany Zjednoczone | 20,63 |       |
| 02 !    | Damien Marsh    | Australia         | 20,71 | AR    |
| 03 !    | Kevin Little    | Stany Zjednoczone | 20,72 |       |
| 4.      | Iván García     | Kuba              | 20,82 |       |
| 5.      | Nikołaj Antonow | Bułgaria          | 21,20 |       |
| 6.      | Patrick Stevens | Belgia            | 21,21 |       |